# Somatogyrus walkerianus
Somatogyrus walkerianus är en snäckart som beskrevs av Aldrich 1905. Somatogyrus walkerianus ingår i släktet Somatogyrus och familjen tusensnäckor. Inga underarter finns listade i Catalogue of Life.